# Дерварич, Дамьян
Дамьян Дерварич (словен. Damjan Dervarič; род. 6 февраля 1982, Любляна) — словенский хоккеист, защитник.

## Карьера

### Клубная
Начинал свою карьеру в родном городе в составе команды «Олимпия», играл за неё с 1999 по 2005 годы, став пять раз чемпионом страны. Позднее перебрался в «Есенице», в составе которого трижды выигрывал чемпионат Словении, а в сезоне 2006/2007 играл в Австрийской хоккейной лиге. Сезон 2009/2010 провёл в составе «Марибора» в Слохоккей-Лиге, в январе 2010 года вернулся в состав «Олимпии».

### В сборной
Дерварич представлял Словению на уровне сборных до 18 и до 20 лет, играя за первую команду на чемпионатах Европы 1999 и 2000 в дивизионе B, а за молодёжную сборную на чемпионатах мира с 2000 по 2002 годы (в 2001 году он помог команде выйти в дивизион B). За основную сборную он играл на семи чемпионатах мира 2003, 2004, 2005, 2007, 2008, 2011 и 2012 годов (2004, 2007 и 2012 годы провёл в Первом дивизионе, остальные турниры — в высшем дивизионе).

## Достижения
- Чемпион Словении: 2000, 2001, 2002, 2003, 2004, 2006, 2008, 2009
- Победитель чемпионата мира в первом дивизионе: 2004, 2007, 2012
- Победитель молодёжного чемпионата мира во втором дивизионе: 2001